# Berijew Be-1
Die Berijew Be-1 (russisch Бериев Бе-1) war ein strahlgetriebenes Bodeneffektfahrzeug des sowjetischen Herstellers Berijew. Es war auf Anregung von Robert Bartini entstanden.
Der Erstflug fand 1961 statt, nachdem Bartini Berijew 1956 auf die Möglichkeiten der Ausnutzung des Bodeneffektes hingewiesen hatte. Das verwendete Strahltriebwerk war ein Tumanski RU-19 oder ein Motorlet M-701, das hinter der Tragfläche angeordnet war. Um die Versuche zu vereinfachen, war ein Fahrwerk montiert, so dass es sich um ein Amphibium handelte. Die Versuche mit diesem einen experimentellen Flugzeug dauerten bis 1964 und waren so erfolgreich, dass man begann, größere Typen zu entwerfen.